# Rhamnus purandharensis
Rhamnus purandharensis är en brakvedsväxtart som beskrevs av M.M. Bhandari och A.K. Bhansali. Rhamnus purandharensis ingår i släktet getaplar, och familjen brakvedsväxter. Inga underarter finns listade i Catalogue of Life.